# هلنا ویشنیفسکا
هلنا ویشنیفسکا (لهستانی: Helena Wiśniewska؛ زادهٔ ۱۸ آوریل ۱۹۹۹) قایقران کانو اهل لهستان است.
وی در مسابقات کشوری و بین‌المللی در مجموع برندهٔ ۴ مدال برنز شده‌است.